# Срби сви и свуда
Срби сви и свуда је назив студије др Вука Стефановића Караџића из XIX вијека, у којој је он изнио тада позната знања о поријеклу Срба, земљама у којима Срби живе, вјероисповијестима које су код Срба присутне, као и о српском језику. Вук је студију Срби сви и свуда писао још 1836. године, да буде објављена у његовом делу Црна Гора и Црногорци, али ју је објавио тек 1849. године у Бечу, као дио књиге Ковчежић за историју, језик и обичаје Срба сва три закона (Ово је писано још 1836. године да се штампа пред Црном Гором и Боком которском, као што ће се видјети на много мјеста, па кад се досад онако не наштампа, ево га сад само овако.).
Вуков спис Срби сви и свуда често је касније политички оспораван и оцјењиван као пристрасан и изразито националистички. Ипак, на основу овог списа многи каснији лингвисти и етнолози сматрали су да Срби и Хрвати говоре једним језиком, често називаним српскохрватски, док су неки македонски језик сматрали јужним српским дијалектом. У то вријеме, преци данашњих национално декларисаних Црногораца, као и (сјеверних и западних) Македонаца се сматрала Србима православне вјере, док су се преци данашњих Бошњака сматрали Србима муслиманске, а добар дио Хрвата (Дубровник, Далмација, Херцеговина, Босна, Славонија, те Бока Которска) Србима католичке вјере.
Вук на основу језика одређује националну припадност и тако сматра да су Срби сви који говоре српским језиком, а српским језиком он назива све штокавске говоре, што су неки његови савременици, али и насљедници, а посебно хрватски филолози, оцјењивали као пристрасност и национализам. Међутим, то није било само Вуково мишљење, већ став и многих других тадашњих слависта попут Јозефа Добровског, Павла Шафарика, Јернеја Копитара  и других. Они су сматрали да је читаво штокавско нарјечје српски језик, чакавско нарјечје прави хрватски, а кајкавско нарјечје дио словеначког језика.
Вук даље наводи да Срба има православаца, муслимана и римокатолика, и притом напомиње да само Срби „грчког закона“ (православне вјероисповијести) себе зову Србима или „Србљима“, а остали овога имена неће да приме. Он каже да Срби муслимани себе сматрају правим Турцима, иако ни од стотине један не зна турски, а Срби католици себе зову разним именима (Буњевци, Шокци, Крашовани), каквим туђим именима (Хрвати, Угри), именима неких древних народа (Илири, Латини) или се зову по мјестима гдје живе (Босанци, Славонци, Далматинци, Дубровчани).
О Македонцима Вук каже како су му двојица из Дибре на Цетињу говорила да у Македонији има доста људи који говоре српски онако како су га и они говорили, између српског и бугарског, али опет ближе српском него бугарском. Такође су му рекли и да у Македонији има и много других српских села. У Краљевини Срба, Хрвата и Словенаца (Југославији) сматрало се да је језик Македонаца дијалекат српског. Данас се словенско становништво Македоније сматра посебним народом, Македонцима, и њихов језик се такође сматра посебним, македонским језиком. У Бугарској се сматра да су Македонци етничка група Бугара и да је њихов језик дијалекат бугарског.
О самом називу Срби Вук каже да он не потиче од назива државе Србија, како би неки помислили, већ назив Србија потиче од назива народа Срби, јер Срби не живе само у Србији. Он се такође позива на велике слависте свога времена Добровског и Павла Шафарика, када каже да је назив Срби чак старији од назива Словени и да су се некад сви Словени звали Србима.
Већина Срба муслимана данас себе сматра посебним народом, Бошњацима, а већину некадашњих Срба католика данас сматрају делом хрватског народа. Од краја XIX и све до 90-тих година XX вијека у сербокроатистици се сматрало да Хрвати и Срби говоре једним језиком, који је често називан "српскохрватски", али и "хрватскосрпски", "српски или хрватски", "хрватски или српски језик", а колоквијално – "нашки", "наш језик". Крајем XX вијека, сљедећи политички развој догађаја, почело се говорити о посебном српском (па и „српским језицима“ – у србистици)  и посебном "хрватском језику" (службени назив језика хрватске нације). Убрзо је инаугурисан и појам "бошњачки језик", као службени назив језика бошњачког народа.
Након Другог свјетског рата, појам Црногорци, који је до тада означавао регионалну одредницу, као становништво Црне Горе, почео је означавати посебан јужнословенски народ. Зато се почетком XXI вијека, такође политички, по угледу на Хрвате и Бошњаке, појавио и термин "црногорски језик", и он одвојен од "српскохрватског" (преименовани Вуков српски језик). Најзад, у данашњој Србији се, такође политички, званично издвојио и "буњевачки говор" или „буњевачки језик“ (засад у школству, медијима и сл.).

## Земље у којима живе Срби у Вуково доба
Вук у својој студији наводи као проверен податак да Срби живе у ондашњој „Србији (између Дрине и Тимока, и између Дунава и Старе планине), у Метохији (од Косова преко Старе планине, гдје је Душанова столица Призрен, српска патријаршија Пећ, и манастир Дечани), у Босни, у Херцеговини, у Зети, у Црној Гори, у Банату, у Бачкој, у Сријему, у десном Подунављу од више Осијека до Сентандреје, у Славонији, у Хрватској (и Турској и Аустријској крајини), у Далмацији, и у свему Адријатичком приморју готово од Трста до Бојане“. Ту се, тек овлаш, спомиње да Срба има и у Арнаутској (Албанији) и у Македонији.

## Број ондашњих Срба и вјероисповијести
Вук је у оно доба проценио да Срба има око пет милиона. Он наводи да Срба има православаца, муслимана и римокатолика, и притом напомиње да само Срби „грчког закона“ (православне вјероисповијести) себе зову Србима или „Србљима“, а остали овога имена неће да приме:
У поменутијем овдје мјестима биће најмање око пет милиона душа народа, који говоре једнијем језиком, али се по закону (религији) дијеле на троје: може се од прилике узети да их око три милиона има закона Грчкога, и то: један милион у цијелој Србији (с Метохијом), један милион у Аустријскијем државама (у Банату, у Бачкој, у Сријему, у десном подунављу, у Славонији, Хрватској, Далмацији и Боци), а један милион у Босни, Херцеговини, Зети и Црној гори; од остала два милиона може бити да би се могло узети да су двије трећине закона Турскога (у Босни, Херцеговини и нахији Барској). Само прва три милиона зову се Срби или Србљи, а остали овога имена неће да приме, него они закона Турскога мисле да су прави Турци, и тако се зову, премда ни од стотине један не зна турски; а они закона Римскога сами себе или зову по мјестима у којима живе н. п. Славонци, Босанци (или Бошњаци), Далматинци, Дубровчани и тд., или, као што особито чине књижевници, старинскијем или Бог зна чији именом, Илири или Илирци; они пак први зову их у Бачкој Буњевцима, у Сријему, у Славонији и у Хрватској Шокцима, а око Дубровника и по Боци Латинима... А у пријатељском разговору они закона Грчкога зову ове закона Римскога Кршћанима, а они њих Хришћанима. Кад човјек помисли, н. п. да Маџара има и Римскога и Калвинскога закона, па се сви зову Маџари; или: да Нијемаца има и Римскога и Луторанскога и Калвинскога закона, па се опет сви зову Нијемци, мора се чудити како се барем ови Срби закона Римскога неће Срби да зову. Арнаути су у овој ствари за нас још ближи и приличнији примјер него и Маџари и Нијемци; њих (Арнаута) има и Римскога (а може бити гдјешто и Грчкога) закона, па се сви зову Арнаути, и да речемо да се између себе мало мрзе, али према другијем народима живе као и браћа, као да су сви једнога закона, и један би од њих Турскога закона убио десет правијех Турака за једнога Арнаутина макар кога Хришћанског закона, као што би и Арнаутин Римскога закона убио десет Талијанаца за једнога Арнаутина Турскога закона.
Ја ћу огледати еда би ли се могли наћи узроци, за што је код нас мимо остале народе (а особито мимо Арнауте) могла у овоме догађају постати овака мрзост, да народ и на име своје омрзне.

## Вук о Македонцима
О ондашњем становништву данашње Северне Македоније Вук тек узгредно наводи како су му двојица из Дибре на Цетињу говорила да у Македонији има доста људи који говоре српски онако како су га и они говорили, између српског и бугарског, али опет ближе српском него бугарском. Такође су му рекли и да у Македонији има и много других "српских" села. Данас већинско јужнословенско становништво Северне Македоније себе сматра посебним народом, Македонцима, и свој језик такође сматрају посебним, македонским језиком.  У Вуково вријеме било је овако:
Ја сам се на Цетињу (у Црној гори) разговарао с двојицом људи из Дибре, који су ми казивали да онамо има много „Српскијех“ села, по којима се говори Српски онако као и они што су говорили, тј. између Српскога и Бугарскога, али опет ближе к Српскоме него к правоме Бугарскоме.
Вук се о језику у ондашњој Македонији изразио на свој начин, а једно од савремених лингвистичких тумачења гласи: “Српскo-слoвeнски гoвoри Мaкeдoниje тaкoђe прeживљaвају крупнe типoлoшкe прoмјенe, с извјесним oбрисимa нoвe глoтoгeнeзe који би гoвoрили o мoгућнoсти фoрмирaњa нoвoг, мaкeдoнскoг jeзикa (дaнaс су ти гoвoри вишe прeлaзни oд стaрoгa српскoг прeмa нoвoм бугaрскoм jeзику нeгo штo прeдстaвљajу вeћ фoрмирaн нoви jужнoслoвeнски jeзик)”.

## Језик Срба
Вуково филолошко становиште о језику Срба суштински  је подударно са становиштем данашње научне србистике, о чему је сажето  саопштено у „Слову о српском језику“ (1998). Тамо се између осталог каже:
ИСТОРИЈАТ.„Све до друге половине XIX века у славистици је важио општи став да Срби и Хрвати имају посебне језике. Тај став, између осталих, заступали су Добровски, Копитар, Шафарик, Миклошић а најпрецизније га је формулисао Вук Стефановић Караџић. Он је тврдио да је српски језик штокавски, а да чакавски и кајкавски нису српски. Вук је сматрао да српски језик обухвата читаво штокавско наречје и по језичком критеријуму доказао је да су сви штокавци Срби и да су сви Срби [тада били] штокавци. То што и Срби, као и други народи, припадају разним вероисповестима, те има Срба православаца, римокатолика и муслимана (или, како је Вук говорио, Србаља грчкога, римскога и турскога закона), не утиче на етничку и језичку слику тога народа“.
„После Вукове смрти наметнут је став да Србима и Хрватима није заједнички само књижевни језик већ да им је заједнички и народни језик. Тако је настало становиште да се заједнички народни језик Срба и Хрвата састоји од три наречја: штокавског, чакавског и кајкавског. Ватрослав Јагић, који је ступио на сцену у години Вукове смрти (1864), тврдио је да су Хрвати и Срби, у ствари, један народ са два имена (Хрвато-Срби) и да је природно да њихов заједнички народни и књижевни језик има двочлани назив: хрватски или српски језик“.
„Наука друге половине XIX и почетка XX века сматрала је да је штокавско наречје српско, а чакавско хрватско, док је кајкавско „хрватско“ само по имену (Аугуст Лескин, Ђура Даничић). Ватрослав Јагић је, спроводећи римокатолички филолошки програм, у том „једном народу“ истицао друкчије разлике. Оне по њему нису у језику него у вери: Срби су православни а Хрвати римокатолици. То значи да се у језичко заједништво од самог почетка ишло срачунато – да се дотле раздвојено српско и хрватско прво помеша а да се после подели, али не на основу језика него на основу вере“.
„Са етничким границама српскога народа подударају се језичке границе српског језика (штокавског наречја). Тај се језик називао не само српски него и словински, славено-српски, илирски, далматински, дубровачки, босански, славонски, хрватски, наш језик итд“.
„У XIX веку је постојао незнатан број Хрвата који је, у суседству са Србима и под њиховим утицајем, говорио и српски (штокавски). То није ништа необично: увек има делова једног народа који говоре језиком другог народа. Све до седамдесетих година XIX века било је више Хрвата који су говорили немачки или италијански него оних који су говорили штокавски (српски), па ипак немачки и италијански језик нису названи хрватско-немачким и хрватско-италијанским“.
„Хрвати се нису задовољили само тиме што су преузели српски књижевни језик, него су, одмах после Вукове смрти, чином без преседана у историји било ког другог језика – српском називу у имену језика додали и хрватско име. Тако је од српског језика у Хрватској постао хрватски или српски језик, па српскохрватски или хрватскосрпски, да би распадом социјалистичке Југославије Хрвати потпуно из назива избацили одредницу српски – и српски језик ијекавског изговора, који су преузели у XIX веку, једноставно преименовали у „хрватски књижевни језик“.
„У Социјалистичкој Федеративној Републици Југославији Србима муслиманске вероисповести признат је статус „народа“, па су и они одмах по разбијању Југославије српском језику, који се дотада звао српскохрватски, променили назив у „босански језик“. Тако је српски језик, преко прелазних термина хрватски или српски и српскохрватски или хрватскосрпски, на крају XX века добио три независна назива: српски, хрватски и босански језик. У два од три назива изгубљена је терминолошка веза са српским језиком, па то служи, наводно, као врховни доказ за проглашење тих језика посебним језицима“.
ИЗДВАЈАЊА „КЊИЖЕВНИХ ЈЕЗИКА“ НА КОНФЕСИОНАЛНОЈ ОСНОВИ.„У Краљевини Срба, Хрвата и Словенаца, која је била створена 1918. године, сматрано је да српскохрватским језиком говоре само два народа: Срби и Хрвати (по другој концепцији, један двоимени народ: Србо-Хрвати). У новој (Титовој) Југославији заступано је гледиште да српскохрватским језиком говоре три народа: Срби, Хрвати и Црногорци (а од 1967. и четврти „народ“: Муслимани). Верска припадност не може да буде језичка диференцијална црта, а управо је верска припадност искоришћена за разбијање јединственог (вишеконфесионалног) српског народа на вештачке верско-територијалне заједнице“.
„Теза о томе да народи стичу идентитет по вери а не по језику, која је супротна Вуковој тези, није прихваћена нигде у Европи. Пошто се она наметала више од једног века (а у Титовој Југославији и средствима државе), уродила је плодом: римокатолички део популације која говори штокавским наречјем кроатизиран је и државном идејом везан за етничке Хрвате, то јест чакавце, и за кајкавце, а муслимански део популације проглашен је за посебан народ. Тако се десило да се на верској основи популација једног језика подели на три „народа“.
Програм издвајања „књижевних језика“ на конфесионалној основи одражен је и у Дејтонском споразуму (1995), који има четири равноправна текста, од којих је један на енглеском а три на српском језику, с тим што се српским језиком у том документу сматра само екавска ћириличка варијанта док се две ијекавске латиничке варијанте српског књижевног језика у њему називају „хрватским“ односно „босанским“ језиком“.
ЈЕЗИК  СРБА  НА ПОЧЕТКУ XXI ВИЈЕКА. У научној србистици је одавно познато, а лингвиста Милош Ковачевић то неријетко наглашава, да је Вук „не само сматрао него и доказао, што је прихватила и сва ‘учена Европа’, да су сви Срби штокавци, али истовремено и да су сви штокавци (тада били) Срби. То значи да је штокавско нарјечје својом цјелином српско, па је и књижевни језик који је на основу тог нарјечја Вук кодификовао такође етнички само српски“. Надаље, Ковачевић појашњава:„Ни у Вуково доба као ни данас сви Срби Србима нису хтјели да се зову. У готово двјестогодишњем ходу српског језика (од Вука до данас) дијелови штокавске језичке заједнице прогласили су се посебним народима. Два дијела на основу вјерских критеријума: Хрвати и Муслимани, с тим да ови посљедњи себи сада надјенуше име Бошњаци. Трећи дио, иако вјерски подударан са Србима – угледајући се на Хрвате и муслимане – такође се прогласи посебним народом – Црногорцима. И што је најинтересантније, сви српском Вуков(ск)ом језику укинуше српско име, и преименоваше га у тзв. хрватски, босански/бошњачки и црногорски језик“.
„Избором термина Бошњаци у значењу етнонима (имена народа) и термина босански у значењу глотонима (имена језика) муслимани су директно исказали тежњу ка унитарној БиХ, у којој би владали само они и њихов језик (…) Постдејтонска Босна и Херцеговина тако би требало да буде Калајев(ск)а држава Босанаца као измишљеног народа, који као службени има само босански као (лингвистички) измишљени језик. Дакле, држава, измишљеног народа и измишљеног језика!“
Неки Вукови савременици, а посебно његове хрватске колеге, су у спису Срби сви и свуда често видјели национализам или србоцентризам. На писање уредника загребачког листа „Позор“ Јосипа Мишкатовића 4. марта 1861. године о Вуковом чланку Срби сви и свуда, Вук је прецизно одговорио:
ОЧИТОВАЊЕ
У 51. броју Вашијех новина од 4. о. м. видио сам да је Г. Ј. Мишкатовић криво разумио моје ријечи у „Ковчежићу“ – „Срби сви и свуда“. Он мисли, да сам ја тијем ријечима хтио казати, да су свуда све сами Срби; а то није истина. Оне су ријечи (Срби сви и свуда) надпис над чланком, и ја сам њима хтио показати, да ће у овоме бити говор о Србима свима, макар гдје становали, као што би се њемачки казало: „Von den Serben uberhaupt“.
А и саме моје ријечи у ономе чланку јавно доказују, да Г. Ј. Мишкатовић криво разумије и неправо тумачи поменути надпис мојега чланка, јер сам ја казао, да су Срби само они који говоре српскијем језиком без разлике вјерозакона и мјеста становања, а за Чакавце и Кекавце нијесам казао да су Срби.
Молим Вас Господине! да бисте ово неколико мојијех ријечи наштампали у Вашем „Позору“.

## НазивСрби
О самом називу Срби Вук каже да он не потиче од назива државе Србија, како би неки помислили, већ назив Србија потиче од назива народа Срби, јер Срби не живе само у Србији. Он се такође позива на велике слависте свога времена Добровског и Шафарика, када каже да је назив Срби чак старији од назива Словени и да су се некад сви Словени звали Србима:
Ко посла овога не разумије, могао би рећи да је и име Срби од данашње Србије, као нпр. Славонац од Славоније, Херцеговац од Херцеговине, Црногорац од Црне Горе итд.; али који штогод од славенске историје управо познаје онај мора знати да су Срби с тијем именом у наше земље дошли, и земља се од њих тако прозвала. Гдје је данашње Србије јужни крај (Косово и Метохија) ондје је старе била сриједа, а крајеви су јој допирали од Дунава до Архипелага, и од Адријатичкога мора до у Маћедонију. И ја мислим да је ово име Србија постало у новија времена, пошто је српско царство пропало; јер не знам би ли се гдје могло наћи да се који од нашијех краљева или царева звао краљ или цар од Србије, него Србљем. Добровски и Шафарик доказали су да су се Срби негда звали сви славенски народи, и да је име Срби старије него и Славени или Словени.